# Psilacron luteovirens
Psilacron luteovirens är en fjärilsart som beskrevs av Felder 1874. Psilacron luteovirens ingår i släktet Psilacron och familjen tandspinnare. Inga underarter finns listade.